# يونغتاون (أريزونا)
يونغتاون (بالإنجليزية: Youngtown, Arizona)‏ هي بلدة تقع في مقاطعة ماريكوبا، أريزونا بولاية أريزونا في الولايات المتحدة. تبلغ مساحتها 3.4 (كم²)، وترتفع عن سطح البحر 347 م، بلغ عدد سكانها 4880 نسمة في عام 2007 حسب إحصاء مكتب تعداد الولايات المتحدة وتصل الكثافة السكانية فيها 1182.64 نسمة/كم2.

## التركيبة السكانية
حدّد مكتب تعداد الولايات المتحدة بيانات التركيبة السكانية ليونغتاون في تعداد الولايات المتحدة. في ما يلي، التركيبة السكانية حسب تعدادي 2000 و2010.

### تعداد عام 2000
بلغ عدد سكان يونغتاون 3,010 نسمة بحسب تعداد عام 2000، وبلغ عدد الأسر 1,641 أسرة وعدد العائلات 746 عائلة مقيمة في البلدة. في حين سجلت الكثافة السكانية 777.8 نسمة لكل كيلومتر مربع (2,014.5/ميل2). وبلغ عدد الوحدات السكنية 1,783 وحدة بمتوسط كثافة قدره 460.7 لكل كيلومتر مربع (1,193.2/ميل2).
وتوزع التركيب العرقي للبلدة بنسبة 88.90% من البيض و1.36% من الأمريكيين الأفارقة و0.50% من الأمريكيين الأصليين و0.60% من الأمريكيين ذوي الأصول الآسيوية و0.27% من سكان جزر المحيط الهادئ و7.24% من الأعراق الأخرى و1.13% من عرقين مختلطين أو أكثر و12.72% من الهسبانيون أو اللاتينيون من أي عرق.
بلغ عدد الأسر 1,641 أسرة كانت نسبة 9.6% منها لديها أطفال تحت سن الثامنة عشر تعيش معهم، وبلغت نسبة الأزواج القاطنين مع بعضهم البعض 35.5% من أصل المجموع الكلي للأسر، ونسبة 8% من الأسر كان لديها معيلات من الإناث دون وجود شريك، بينما كانت نسبة 2% من الأسر لديها معيلون من الذكور دون وجود شريكة وكانت نسبة 54.5% من غير العائلات. تألفت نسبة 50.3% من أصل جميع الأسر من عدة أفراد يعيشون في نفس المنزل ونسبة 36.6% كانت تتألف من شخص يعيش بمفرده يبلغ من العمر 65 عاماً أو أكثر. وبلغ متوسط حجم الأسرة المعيشية 1.74، أما متوسط حجم العائلات فبلغ 2.48.
بلغ العمر الوسطي للسكان 65.3 عاماً. وكانت نسبة 9.9% من القاطنين تحت سن الثامنة عشر، وكانت نسبة 3.5% بين الثامنة عشر والرابعة والعشرين عاماً، ونسبة 12.8% كانت واقعةً في الفئة العمرية ما بين الخامسة والعشرين والرابعة والأربعين عاماً، ونسبة 23.3% كانت ما بين الخامسة والأربعين والرابعة والستين، ونسبة 45.4% كانت ضمن فئة الخامسة والستين عاماً فما فوق. يوجد لكل 100 أنثى 73.7 ذكر، ويوجد لكل 100 أنثى في الثامنة عشر من عمرها فما فوق 70.3 ذكر.
بلغ متوسط دخل الأسرة في البلدة 23,164 دولارًا، أما متوسط دخل العائلة فبلغ 29,329 دولارًا. وكان متوسط دخل الذكور 30,000 دولارًا مقابل 22,500 دولارًا للإناث. وسجل دخل الفرد الخاص بالبلدة 16,749 دولارًا. وكانت نسبة 9.6% من العائلات ونسبة 13.1% من السكان تحت خط الفقر، وكان من هؤلاء نسبة 33.1% تحت سن الثامنة عشر ونسبة 8.5% في الخامسة والستين من العمر وما فوق.

### تعداد عام 2010
بلغ عدد سكان يونغتاون 6,156 نسمة بحسب تعداد عام 2010، وبلغ عدد الأسر 2,470 أسرة وعدد العائلات 1,349 عائلة مقيمة في البلدة. في حين سجلت الكثافة السكانية 1,590.7 نسمة لكل كيلومتر مربع (4,119.9/ميل2). وبلغ عدد الوحدات السكنية 2,831 وحدة بمتوسط كثافة قدره 731.5 لكل كيلومتر مربع (1,894.6/ميل2).
وتوزع التركيب العرقي للبلدة بنسبة 73.34% من البيض و4.27% من الأمريكيين الأفارقة و1.45% من الأمريكيين الأصليين و2.81% من الأمريكيين ذوي الأصول الآسيوية و0.10% من سكان جزر المحيط الهادئ و14.62% من الأعراق الأخرى و3.41% من عرقين مختلطين أو أكثر و32.99% من الهسبانيون أو اللاتينيون من أي عرق.
بلغ عدد الأسر 2,470 أسرة كانت نسبة 30.9% منها لديها أطفال تحت سن الثامنة عشر تعيش معهم، وبلغت نسبة الأزواج القاطنين مع بعضهم البعض 35.4% من أصل المجموع الكلي للأسر، ونسبة 13.4% من الأسر كان لديها معيلات من الإناث دون وجود شريك، بينما كانت نسبة 5.8% من الأسر لديها معيلون من الذكور دون وجود شريكة وكانت نسبة 45.4% من غير العائلات. تألفت نسبة 38.5% من أصل جميع الأسر من عدة أفراد يعيشون في نفس المنزل ونسبة 19.1% كانت تتألف من شخص يعيش بمفرده يبلغ من العمر 65 عاماً أو أكثر. وبلغ متوسط حجم الأسرة المعيشية 2.41، أما متوسط حجم العائلات فبلغ 3.27.
بلغ العمر الوسطي للسكان 36.7 عاماً. وكانت نسبة 25.3% من القاطنين تحت سن الثامنة عشر، وكانت نسبة 7.6% بين الثامنة عشر والرابعة والعشرين عاماً، ونسبة 26.5% كانت واقعةً في الفئة العمرية ما بين الخامسة والعشرين والرابعة والأربعين عاماً، ونسبة 21.4% كانت ما بين الخامسة والأربعين والرابعة والستين، ونسبة 19.2% كانت ضمن فئة الخامسة والستين عاماً فما فوق. وتوزع التركيب الجنسي للسكان بنسبة 47.7% ذكور و52.3% إناث.

## وصلات خارجية
- Town of Youngtown, Arizona
- The US50 - Cities and Towns in Arizona State
- Arizona Cities and Towns, Facts, Map, Flag, Colleges, Government, and More